# Yeovil Town F.C.
Yeovil Town Football Club – angielski klub piłkarski z miasta Yeovil w południowo-zachodniej Anglii. Zespół gra w National League.

## Sukcesy
- Football League One: awans 2012/2013
- Football League Two: mistrz 2004/2005
- FA Trophy: zwycięzca 2001/2002
- Football Conference: mistrz 2002/2003 ; awans 2000/2001
- Isthmian League: mistrz 1987/1988, 1996/1997; awans 1985/1986, 1986/1987
- Southern League: mistrz 1954/1955, 1963/1964, 1970/1971; awans 1969/1970, 1972/1973,1975/1976
- Southern League Western Division: mistrz 1923/1924, 1931/1932, 1934/1935
- Western League: mistrz 1921/1922, 1924/1925, 1929/1930, 1934/1935; awans 1930/1931, 1931/1932, 1937/1938, 1938/1939

## Rekordy klubowe
- Najwięcej meczów: Len Harris, 691 (1958-72)
- Najwięcej goli w lidze: Dave Taylor, 285 (1960-9)
- Najwyższa ligowa frekwencja: 9527 v Leeds United, 25 kwietnia 2008 (Football League One)
- Najwyższa frekwencja (nowy Huish Park): 9527 v Leeds United, 25 kwietnia 2008 (Football League One)
- Najwyższa frekwencja w historii: 16 318 v Sunderland, 29 stycznia 1949 (FA Cup 4 runda)
- Najdłużej grający zawodnik: Len Harris, 14 lat (1958-72)
- Najdłużej panujący trener: Billy Kingdon, 8 lat (1938-46)
- Najwyższe miejsce w historii na koniec sezonu: 24. Npower Championship, sezon 2013/2014